# إيرل بروكس
إيرل بروكس (بالإنجليزية: Earl Brooks)‏ هو سائق سباق أمريكي، ولد في 11 أغسطس 1929 في لينشبرغ في الولايات المتحدة، وتوفي في 21 يوليو 2010.